# Prostaglandina H2
A Prostaglandina H2 (PGH2) é um mediador lipídico derivado do ácido araquidónico, da família das Prostaglandinas, um sub-grupo dos Eicosanóides. É sintetizada a partir da PGG2 pela enzima ciclo-oxigenase (COX), também denominada de prostaglandina H sintetase. É um dos compostos da via metabólica da cascata do ácido araquidónico e, como tal, é um importante mediador de vários processos fisiológicos e patológicos.
No contexto da cascata do ácido araquidónico é precursora de uma série de moléculas biologicamente relevantes:
- Prostaglandina I2 (PGI2)ou prostaciclina, através da prostaciclina sintetase;
- Prostaglandina D2 (PGD2), através da prostaglandina D2 sintetase
- Prostaglandina E2 (PGE2), através da  prostaglandina E2 sintetase
- Tromboxano A2 (TXA2), através da tromboxano-A sintetase

Derivados biológicos da PGH_{2}